# Первокурсницы
«Первоку́рсницы» — российский комедийный телесериал производства Comedy Club Production. Премьера состоялась 4 сентября 2023 года на ТНТ и онлайн-кинотеатре Premier.

## Сюжет
Главные героини сериала — сорокалетние подруги Жанна и Настя. У обоих не сложилась личная жизнь: одну бросает очередной муж, после того, как был пойман на измене, другая ещё в студенческие годы родила близнецов после первого и единственного сексуального опыта, после чего посвятила себя воспитанию детей, прекратив какие-либо отношения с мужчинами. Собравшись вечером за бутылкой вина и жалуясь друг другу на неудавшуюся жизнь, подруги решают, что ещё не поздно все изменить и… восстанавливаются в институте, из которого были отчислены ровно 20 лет назад.

## Критика
Они оказываются в том же самом институте, на тех же кафедрах и даже в той же комнате общежития. Вот только другие студенты намного младше, чем они, а место некоторых преподавателей заняли бывшие сокурсницы девушек, с которыми у них не сложились отношения еще тогда, много лет назад… Сорокалетним студенткам придется нелегко и в учебе, и в общении с молодым окружением, но Жанна и Настя сдаваться не собираются.
Екатерина Стулова: «В сериале «Первокурсницы» несколько главных идей. Первая — это женская дружба, которую две героини смогли сохранить, несмотря на разницу характеров, разный образ жизни и темперамент. А вторая идея в том, что даже в 40 лет можно изменить свою жизнь. Мы все, конечно, знаем это по фильму «Москва слезам не верит», в нём есть крылатая фраза: «В 40 лет жизнь только начинается». Так и у наших девчонок. Играя «первокурсниц», мы с Аней Уколовой, конечно, вспоминали своё студенчество, к тому же мы учились в одном институте. В жизни мы дружим уже много лет, поэтому нам было легко играть подружек».

Пилотная серия «Первокурсниц» была снята в 2021 году режиссёром Ильей Ермоловым (известен проектами «Разрешите обратиться» и «За кулисами»). Вместе с продюсерами Comedy Club Production Илья участвовал в выборе актеров. Кастинг в сериал был обширным и длился долго: перед командой стояла задача найти двух характерных актрис определенного возраста и сделать так, чтобы зрители поверили в их дуэт.
Илья Ермолов: «Как оказалось, Аня Уколова и Катя Стулова знакомы много лет, но тесно не дружили, и настоящими подругами стали уже на нашей площадке. Бывает, что приходят люди и делают пробы неплохо, но немного не так, как нам нужно. А Катя и Аня оказались той парой, которая вызвала улыбку своим актерским существованием в контексте истории».

## Производство
Сериал снят Comedy Club Production («Гусар», «Девушки с Макаровым», «Триада» и др.). Идея принадлежит продюсерам студии, её поддержали на ТНТ.
Продюсеры: Вячеслав Дусмухаметов, Андрей Левин, Таймураз Бадзиев, Максим Вахитов, Юлия Галиченко, Алан Батаев. Сценаристы: Юлия Галиченко, Максим Вахитов. Режиссёр: Илья Ермолов. Оператор: Павел Гусев. Художник: Андрей Белан. Кастинг-директор: Анна Уварова. Каскадёр, постановщик трюков: Сергей Рябцев.
Павильонных съёмок в процессе было совсем немного — например, пришлось построить интерьер общежития, в которое заселяются главные героини. Но экстерьер реальный — это малоэтажный студгородок на Лиственничной аллее в Москве. Уникальный городок был построен ещё в 1930-х годах и принадлежит Тимирязевской академии. Как рассказывают авторы сериала, они долго искали локацию для съёмок, но почти все современные студенческие общежития представляют собой новодел — либо новостройки, либо качественно отремонтированные и доведенные до совершенства помещёния. И лишь чудом удалось найти комплекс малоэтажных зданий, который функционирует до сих пор и где сохранилась та же атмосфера и те же интерьеры, что были десятилетия назад.
Интерьер института, его широкие коридоры и просторные аудитории снимали в Бауманке, театр — в ДК МИИТ.
Основные съёмки проходили весной 2023 года. Премьера первой серии состоялась 4 сентября 2023 одновременно на ТНТ и на площадке онлайн-кинотеатра Premier.
За несколько дней до официального релиза сериала стало известно, что проект будет продлён ещё минимум на один сезон.
4 марта 2025 года начались съёмки второго сезона сериала в Сочи.

## Саундтрек
По задумке создателей сериала каждая серия начинается с фрагмента-воспоминания, перенося зрителей на 20 лет назад — в атмосферу 90-х и нулевых с первыми мобильными телефонами, модой на джинсы с низкой талией, видеомагнитофонами с кассетами в прокате, плеерами с компакт-дисками, плакатами с разворотов глянцевых журналов... При этом в качестве саундтрека используются золотые хиты прошлого — песни Андрея Губина, групп «Блестящие», «Hi-Fi», «Тату», «Дискотека Авария», «Чи-Ли», «Жуки», «Краски», «Отпетые мошенники» и «Сливки».

## Актёры и персонажи

### Главные роли
| Актёр             | Роль                              |
| ----------------- | --------------------------------- |
| Анна Уколова      | Настя Кулагина, в юности Старцева |
| Екатерина Стулова | Жанна Суслова, в юности Пискунова |

### Роли второго плана / эпизоды
| Актёр                   | Роль                                           |
| ----------------------- | ---------------------------------------------- |
| Екатерина Маликова      | Виктория Александровна Ткаченко, преподаватель |
| Людмила Артемьева       | Лидия Семёновна, комендант общежития           |
| Александр Обласов       | Коля, бывший муж Насти                         |
| Евгений Егоров          | Данила Буйнов, студент влюбленный в Настю      |
| Екатерина Новокрещенова | Ульяна Ясинская, соседка в общежитии           |
| Александр Доронин       | Кирилл, преподаватель                          |
| Александр Никольский    | Борис Семёнович                                |
| Алина Воскресенская     | Алиса                                          |
| Алина Засобина          | клиентка                                       |
| Алиса Тарасенко         | Виктория                                       |
| Анастасия Артамонова    | девушка                                        |
| Анастасия Стельмашенко  | Ксюша                                          |
| Анна Филаретова         | студентка                                      |
| Антон Жижин             | Никита, физрук                                 |
| Вадим Андреев           | Алексей Викторович Тулин                       |
| Виктор Цекало           | Ефим Аркадьевич                                |
| Виталий Евдокимов       | декан                                          |
| Владислава Самохина     | Полина                                         |
| Даниил Попов            | Коля                                           |
| Диана Милютина          | Жанна в молодости                              |
| Дмитрий Сафронов        | таксист                                        |
| Екатерина Болотова      | сотрудница МФЦ                                 |
| Екатерина Зеленцова     | секретарь                                      |
| Екатерина Тарасова      | мамаша                                         |
| Екатерина Шевченко      | Катарина                                       |
| Сергей Шанин            | Илья Игоревич                                  |
| Елизавета Запорожец     |                                                |
| Елена Папанова          | мать мужчины из клуба                          |
| Соня                    |                                                |
| Иван Оранский           | студент                                        |
| Илья Ермолов            | квартиросъёмщик                                |
| Кирилл Соляник          | сосед в общежитии                              |
| Кирилл Толстихин        | мальчик в кафе                                 |
| Ксения Красовская       | Настя в молодости                              |
| Максим Деричев          | одноклассник Насти                             |
| Максим Радугин          | мужчина из клуба                               |
| Марина Семяновская      | Даша                                           |
| Мария Ремер             | фельдшер                                       |
| Наталия Поборцева       | участница конкурса                             |
| Наталья Бояренок        | повариха                                       |
| Николай Крейвис         | курьер                                         |
| Николай Платонов        | студент                                        |
| Павел Лёвкин            | Сергей                                         |
| Полина Сапрыкина        | студентка                                      |
| Светлана Листова        | Лариса                                         |
| Семён Немцев            | Витя                                           |
| Сергей Якушев           | таксист                                        |
| Таисия Дунаева          | Даша                                           |
| Татьяна Мухина          | мастер                                         |
| Татьяна Яворская        | покупательница                                 |
| Ульяна Сердитова        | официантка                                     |
| Фёдор Немцев            | Ваня                                           |
| Юлия Мандрико           | Галя                                           |
| Юрий Вотяков            | пенсионер                                      |
| Ян Цапник               | преподаватель                                  |
| Василий Атанов          |                                                |
| Екатерина Шарапова      |                                                |
| Ирина Лисовская         |                                                |

## Музыкальное оформление
| Исполнитель / музыка                                         | Трек                            |
| ------------------------------------------------------------ | ------------------------------- |
| Andrew Peter Kihgslow                                        | «Night sweats»                  |
| Artlss                                                       | «Touch me like you do»          |
| Charlie Tenku, Chris Jefferson Ng, Gabriella Scarlet Chering | «Double Dare»                   |
| Darius Alexander Behdad, Aaron Frederick, Laszlo Wheeler     | «I Know You’ll Like It»         |
| DJ Smash, Nivesta                                            | «Позвони»                       |
| Grapess                                                      | «Тишка-Ашкьюдишка»              |
| «Hi-Fi»                                                      | «А мы любили»                   |
| «Hi-Fi»                                                      | «Не дано»                       |
| «Hi-Fi»                                                      | «Седьмой лепесток»              |
| Martijn Schimmer                                             | «Slightly Frustrating»          |
| Sleepy                                                       | «Батут»                         |
| Vincent Francois Perrot                                      | «Fanny ghost»                   |
| Андрей Губин                                                 | «Зима-холода»                   |
| Андрей Губин                                                 | «Птица»                         |
| «Блестящие»                                                  | «Чао, бамбино»                  |
| «Девочки»                                                    | «Ведь я такая красивая сегодня» |
| «Дети Rave»                                                  | «Cucaracha»                     |
| Дора                                                         | «Loverboy»                      |
| «Жуки»                                                       | «Подруга друга»                 |
| Игорёк                                                       | «Подождём»                      |
| Ирина Салтыкова                                              | «Серые глаза»                   |
| Катя Лель                                                    | «Мой мармеладный»               |
| «Краски»                                                     | «Он не знает ничего»            |
| Кристиан Рэй                                                 | «Делай БЭП»                     |
| Марко Джакомо                                                | «100 дней до приказа»           |
| Ника Тоника                                                  | «Летели недели»                 |
| «Отпетые мошенники»                                          | «У реки»                        |
| «Отпетые мошенники» и «Сливки»                               | «Моя звезда»                    |
| «Сливки»                                                     | «Летели недели»                 |
| «Тату»                                                       | «Я сошла с ума»                 |
| «Чи-Ли»                                                      | «Лето»                          |
| «Чичерина»                                                   | «Ту-лу-ла»                      |